# Kamelot
A Kamelot egy heavy/power metal együttes. 1991-ben alakultak a floridai Tampában. Első nagylemezüket 1995-ben jelentették meg. Lemezeiket a Napalm Records, Noise Records, SPV GmbH, Sanctuary Records illetve Edel Records kiadók dobják piacra. A power metal műfaj egyik legismertebb képviselőinek számítanak. Progresszív és szimfonikus metal műfajokban is játszanak. Annak ellenére, hogy az együttes amerikai származású, Oliver Palotai német, korábbi énekesük, Roy Khan norvég, Tommy Karevik svéd, míg korábbi dobosuk, Johan Nunez belga.

## Tagok
- Thomas Youngblood - gitár, vokál (1991-)
- Oliver Palotai - billentyűk (2005-)
- Sean Tibbetts - basszusgitár (1991-1992, 2009-)
- Tommy Karevik - ének (2012-)
- Alex Landenburg - dob (2019-)

## Korábbi tagok
- Richard Warner - dob (1991-1997)
- Mark Vanderbilt - ének (1991-1997)
- Glenn Barry - basszusgitár (1992-2009)
- David Pavlicko - billentyűk (1995-1998)
- Casey Grillo - dob (1997-2018)
- Roy Khan - ének (1998-2011)
- Johan Nunez - dob (2018)

## Diszkográfia

### Stúdióalbumok
- Eternity (1995)
- Dominion (1997)
- Siège Perilous (1998)
- The Fourth Legacy (1999)
- Karma (2001)
- Epica (2003)
- The Black Halo (2005)
- Ghost Opera (2007)
- Poetry for the Poisoned (2010)
- Silverthorn (2012)
- Haven (2015)
- The Shadow Theory (2018)
- The Awakening (2023)